# Călugăreni
Călugăreni es una comuna ubicada en el distrito de Prahova, Rumania.

## Superficie
Posee una superficie de 19,92 kilómetros cuadrados.

## Demografía
Hasta 2021 la población era de 1013 habitantes, con una densidad de población de 50,85 habitantes por kilómetro cuadrado.